# Schronisko PTTK „Chata Baców” w Korbielowie
Schronisko PTTK „Chata Baców” w Korbielowie – górskie schronisko turystyczne Polskiego Towarzystwa Turystyczno-Krajoznawczego w Beskidzie Żywieckim, położone w Korbielowie.

## Historia
Schronisko powstało w 1967 jako schronisko PTTK „Smrek” w Korbielowie, kiedy to Oddział Babiogórski PTTK w Żywcu zakupił od prywatnego właściciela pochodzącą z 1939, położoną na wysokości 630 m n.p.m. willę o nazwie „Smrek”. Obiekt był uzupełnieniem bazy noclegowej dla położonego nieopodal Domu Wycieczkowego PTTK „Na Rozdrożu”. Wykonano wtedy doraźny remont schroniska, a w jego pobliżu ustawiono 5 domków kempingowych. Schronisko posiadało 22 miejsca noclegowe i prowadziło wyżywienie w formie bufetu. 
Po zakończonym w 1987 remoncie, zmieniono nazwę obiektu na „Chata Baców”, nawiązując do mieszczącej się w obiekcie od 1983 siedziby Klubu Bacówkarzy PTTK.

## Warunki pobytu
Obecnie w schronisku jest 18 miejsc noclegowych, jadalnia, bufet. Obok jest miejsce na ognisko, pole namiotowe.

## Szlaki turystyczne
W bezpośrednim sąsiedztwie przebiega czarny szlak z Przełęczy Jałowieckiej na Przełęcz Glinne. Poniżej, u wylotu doliny Buczynki rozpoczynają bieg szlaki żółty na Pilsko przez Halę Miziową oraz niebieski na Przełęcz Przysłopy.